# Facylitacja społeczna
Facylitacja społeczna – pojęcie z dziedziny psychologii społecznej, oznacza napięcie wynikające z obecności innych osób i możliwości oceny przez nich naszego działania. Skutkiem tego napięcia są dwie zróżnicowane reakcje – lepsze wykonanie zadań dobrze opanowanych i łatwych (to jest właśnie facylitacja) oraz gorsze wykonanie zadań trudnych (lub tych, których dopiero się uczymy), które to zjawisko określane jest mianem hamowania społecznego.

## Przykłady
Sportowcy osiągają lepsze wyniki na oczach publiczności, kulturysta ćwiczy intensywniej, gdy oprócz niego na siłowni znajdują się inni, intensywnie ćwiczący ludzie. Dzieci bawią się z większym zapałem, gdy towarzysz zabawy jest pod bokiem, choćby bawił się w coś innego. Nawet karaluchy szybciej pokonują łatwy labirynt, jeśli obserwują je inne karaluchy.
Opisywany efekt występuje w odniesieniu do zachowań stosunkowo dobrze wyuczonych, automatycznych. Obecność innych może hamować lub zakłócać zachowania niezbyt dobrze wyuczone lub bardzo złożone. Mówi się wtedy o interferencji społecznej.